# Editors
Editors – brytyjski zespół rockowy z Birmingham w Anglii, założony w 2002 roku w Stafford. Grupę tę, wcześniej znaną pod nazwami Pilot, The Pride i Snowfield tworzą obecnie: wokalista i gitarzysta Tom Smith, basista Russell Leetch, perkusista Ed Lay, gitarzysta Justin Lockey oraz keyboardziści Elliott Williams i Benjamin John Power.
Zespół wydał do tej pory siedem albumów studyjnych. Ich debiutancka płyta The Back Room ukazała się w 2005 roku. Zawierała ona przeboje „Munich” i „Blood”, a w kolejnym roku otrzymała nominację do Mercury Prize. Ich kolejny album An End Has a Start w czerwcu 2007 roku znalazł się na pierwszym miejscu listy przebojów w Wielkiej Brytanii i przyniósł zespołowi nominację do Brit Awards 2008 w kategorii najlepszy brytyjski zespół. Trzeci album zespołu, In This Light and on This Evening, ukazał się w październiku 2009 roku i od razu znalazł się na pierwszym miejscu listy przebojów w Wielkiej Brytanii. Zespół wydał swój czwarty album studyjny, The Weight of Your Love, w lipcu 2013 roku, a w październiku 2015 roku ukazał się In Dream. W 2018 roku premierę miał szósty album Violence, a ich siódma płyta, EBM, ukazała się we wrześniu 2022 roku.
Oprócz uznania krytyków i dużego sukcesu na brytyjskiej liście przebojów, zespół regularnie odbywał wyprzedane trasy koncertowe i występował jako gwiazda na licznych festiwalach. Ich odmiana mrocznego indie rocka jest często porównywana do brzmienia takich zespołów jak: Echo & the Bunnymen, Joy Division, Interpol, The Chameleons czy U2.

## Historia

### Założenie zespołu (2002–2004)
Członkowie późniejszego zespołu Editors poznali się podczas studiów nad technologią muzyczną na Staffordshire University, a byli to: wokalista i gitarzysta Tom Smith, gitarzysta prowadzący Chris Urbanowicz, basista Russell Leetch i perkusista Geraint Owen. Zespół początkowo znany pod nazwą Pilot i to pod nią zagrał swój pierwszy koncert w 2002 roku. Członkowie grupy będąc jeszcze na studiach opracowali strategię marketingową, która polegała na naklejeniu setek naklejek promocyjnych na ścianach Stafford z pytaniem „Who’s the Pilot?” (ang. Kim jest Pilot?). Po tym jak się dowiedzieli, że nazwa ta była już używana przez szkocką grupę popową z lat 70. XX wieku, przemianowali się na The Pride.
Jako zespół The Pride promowali się utworami „Come Share the View” i „Forest Fire” oraz udostępnili piosenki w programie Onemusic Unsigned w BBC Radio 1. W recenzji ich piosenek napisano: „The Pride utrzymuje rzeczy podprogowo lo-fi. Odświeżająco proste i powściągliwe Come Share The View to lekcja łączenia hipnotycznych pejzaży dźwiękowych z białym szumem, jednocześnie pokazując wierność szkole zwolnionego tempa w Forest Fire”. Zespół następnie wycofał swoją muzykę z sieci, aby zachęcić większą liczbę przedstawicieli A&R do obejrzenia ich występów na żywo.
Perkusista Ed Lay zastąpił Owena, który zaczął skupiać się na swoim walijskim zespole The Heights. W tym składzie zespół stał się znany jako Snowfield, a swój debiutancki koncert pod tą nazwą zagrali w marcu 2003 roku w Coventry na prośbę Fused Magazine. Następnego lata zespół wydał własnym sumptem sześcioutworową EP-kę, z część stało się później utworami na debiutanckiej płycie Editors. Jesienią tego samego roku, już po ukończeniu studiów, człokowie grupy przenieśli się do Birmingham, siedziby swojego managementu i najbliższego dużego miasta. W wywiadzie w 2015 roku Smith powiedział: „Birmingham jest bardzo ważne. Kiedy teraz o tym myślę, to właśnie tam mieszkaliśmy razem na początku naszej działalności, graliśmy na wszystkich koncertach Flapper i Jug of Ale, a potem podpisaliśmy kontrakt płytowy. Zawsze mówiliśmy, że chociaż tylko jeden z nas tam się wychował, Birmingham było domem zespołu”.
Przez cały następny 2004 rok członkowie Snowfield, oprócz gry w zespole, pracowali także na pół etatu. Po regularnym występowaniu w Midlands nie minęło dużo czasu zanim poczta pantoflowa pomogła im stać się popularnym zespołem bez kontraktu. Wypuścili demo z utworem „Bullets”, które przyciągnęło zainteresowanie kilku brytyjskich wytwórni, w tym trzydziestu przedstawicieli A&R, którzy przyjechali zobaczyć ich występ w Birmingham. Wkrótce potem grupa podpisała kontrakt z niezależną wytwórnią płytową Kitchenware Records z siedzibą w Newcastle, a we wrześniu tego samego roku zmienili nazwę swojego zespołu na Editors.

### The Back Room(2005–2006)

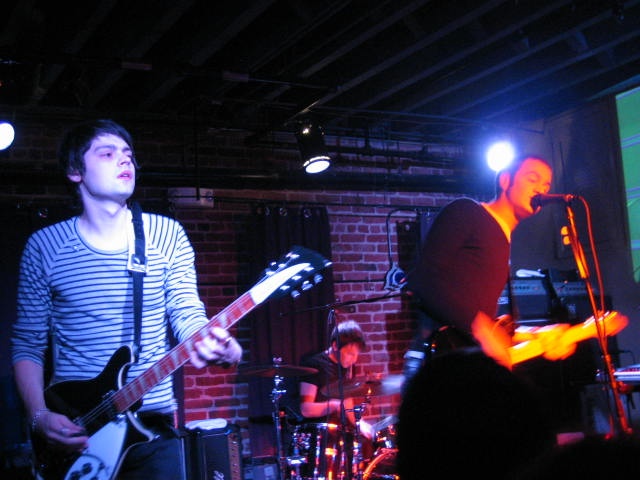
Editors na koncercie w 2006 roku

Po występach u boku takich zespołów, jak Puressence i Oceansize, Editors wydał swój debiutancki singel „Bullets”, który został nagrany z producentem Gavinem Monaghanem w limitowanej edycji tysiąca kopii za pośrednictwem Kitchenware Records 24 stycznia 2005 roku. Utwór ten był wcześniej grany przez Zane’a Lowe’a w BBC Radio 1, gdzie został uznany za „singel tygodnia”. Limitowana edycja wyprzedała się już w dniu premiery, a jeszcze w tym samym tygodniu egzemplarze sprzedały się na eBayu za ponad 30 funtów. Brzmienie singla było porównywane do atmosfery takich współczesnych zespołów, jak Interpol czy Bloc Party bądź starszych, jak Joy Division czy Echo & the Bunnymen.

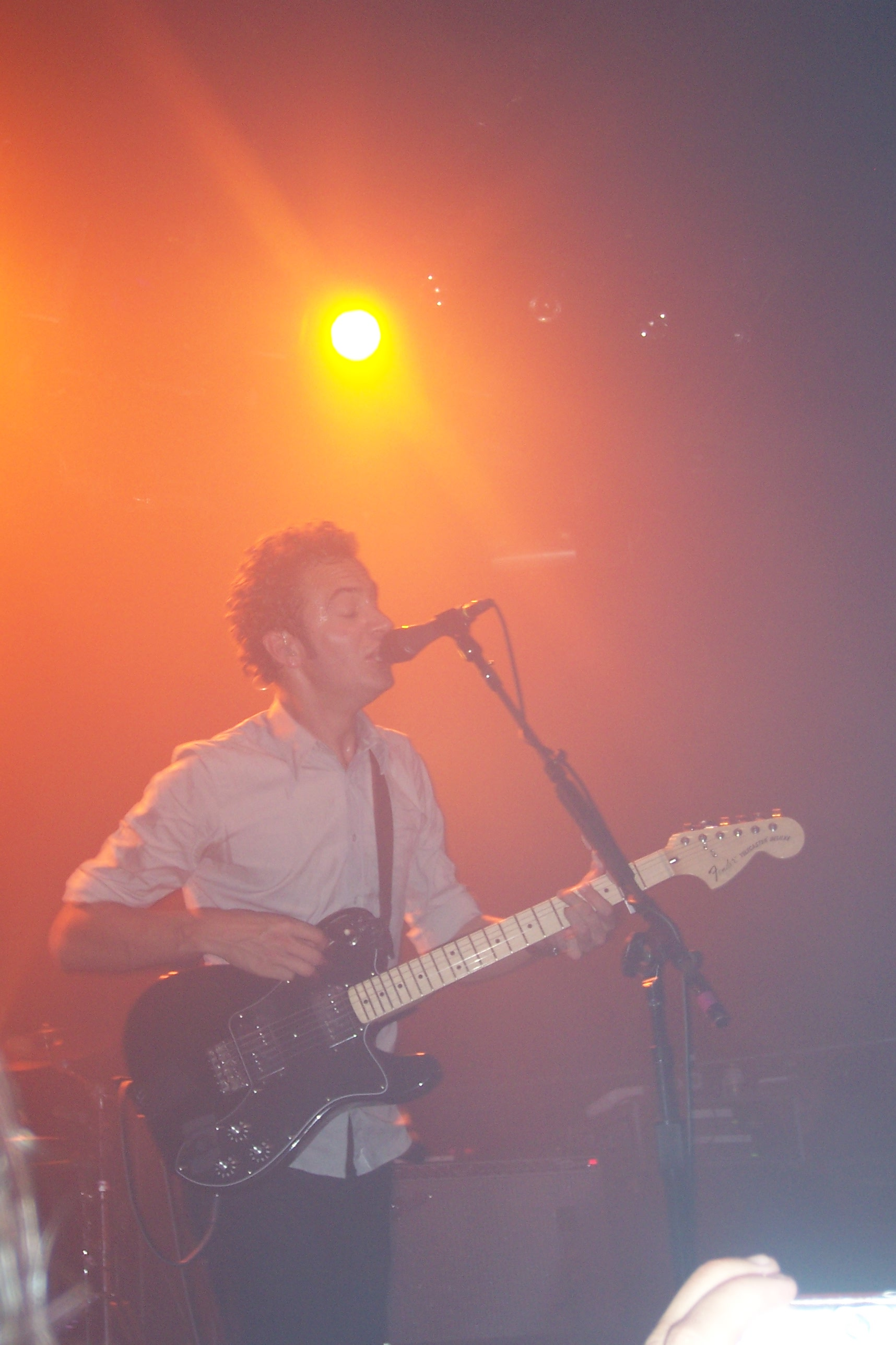
Tom Smith na koncercie Editors w klubie Irving Plaza (2006)

W kwietniu tego samego roku ukazał się singel „Munich”, który zapewnił zespołowi pierwszy przebój w pierwszej 20. na brytyjskich listach, wyprzedaną trasę koncertową po Wielkiej Brytanii i miejsce w programie MTV Spanking New Music w Manchesterze. Ze względu na rosnącą popularność zespołu, Editors i Kitchenware Records podpisali umowę na wyłączną dystrybucję z Sony BMG. Singel „Blood” ukazał 11 lipca tego samego roku i już w pierwszym tygodniu osiągnął 18. miejsce na brytyjskiej liście przebojów, sprzedając się w ciągu siedmiu dni w nakładzie 5 286 egzemplarzy. 
25 lipca 2005 roku ukazał się ich debiutancki album studyjny The Back Room, który spotkał się z uznaniem krytyków i odniósł sukces komercyjny. W pierwszym tygodniu znalazł się on na 13. miejscu brytyjskich list przebojów, sprzedając się w nakładzie 17 627 egzemplarzy. Po ponownym wydaniu we wrześniu tego samego roku singla „Bullets” i osiągnięciu kolejnego przeboju w pierwszej trzydziestce, zespół Editors zyskał miejsce jako support, wspierając grupę Franz Ferdinand na ich koncertach w Wielkiej Brytanii i Europie.
W styczniu 2006 roku grupa Editors wznowiła wydanie singla „Munchen”, sprzedając się w nakładzie o półtora tysiąca egzemplarzy większym niż poprzednio. Został on także pierwszym singlem zespołu notowanym w pierwszej dziesiątce brytyjskich list przebojów, a także zapewnił występ zespołu w programie Top of the Pops. Dzięki ponownemu wydaniu albumu The Back Room znalazł się on po raz kolejny na szczycie list przebojów, docierając do 2. miejsca zestawiania UK Albums Charts. Sprzedano dodatkowe 40 tys. egzemplarzy albumu, co pozwoliło jemu uzyskać status platynowej płyty.

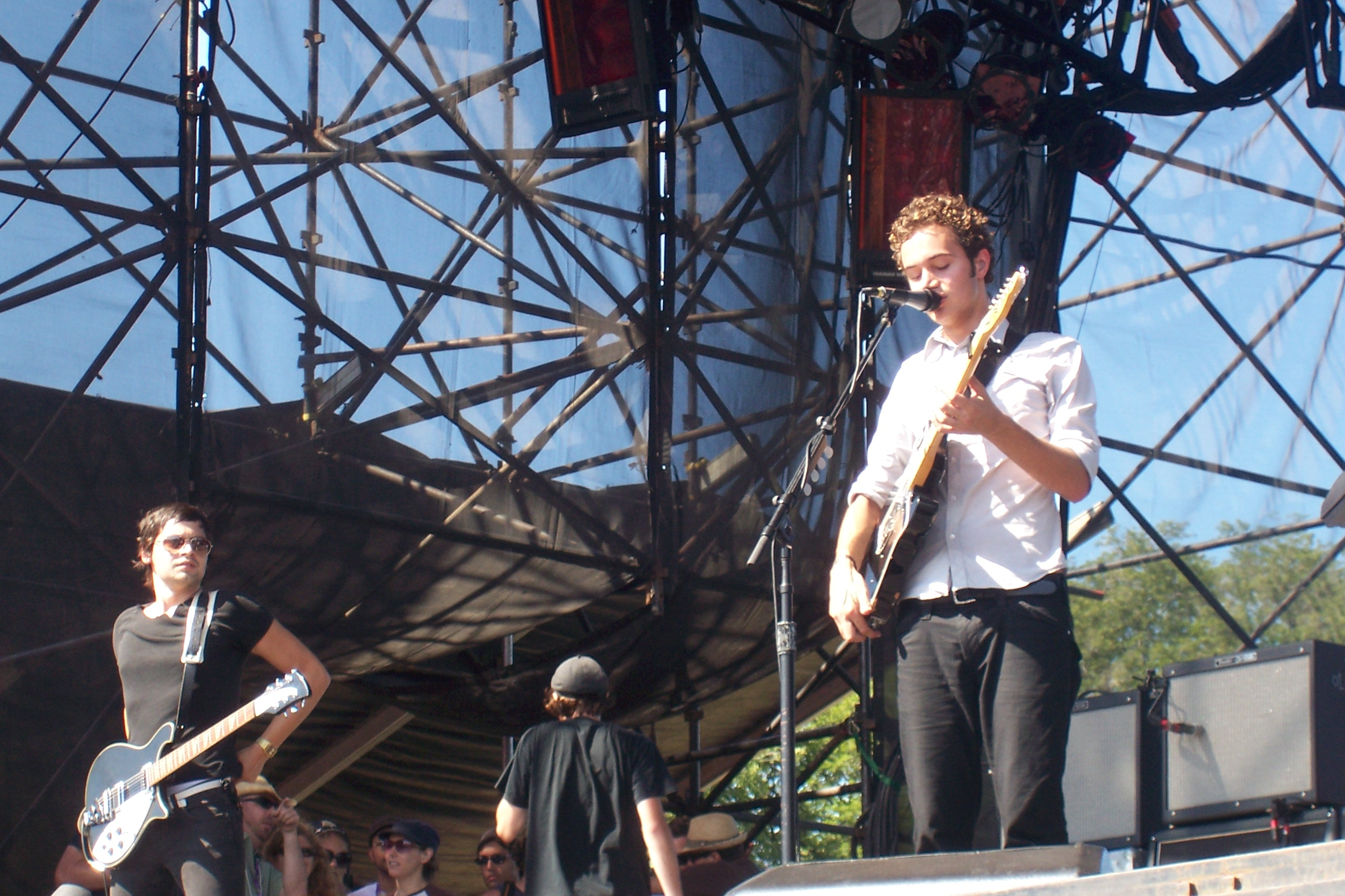
Editors na festiwalu Lollapalooza 2006

Wspólna trasa koncertowa po Ameryce Północnej ze Stellastarr* zbiegła się z amerykańską premierą płyty The Back Room w marcu 2006 roku. Został on wydany przez wytwórnię Fader i sprzedał się w nakładzie 35 tys. egzemplarzy po 20 tygodniach. Zespół wystąpił na znanych amerykańskich festiwalach, jak Coachella i Lollapalooza w 2006 roku, a 30 marca tego samego roku wykonali utwór „Munich” w amerykańskim programie telewizyjnym Late Night with Conan O'Brien.
27 marca zespół Editors wydał w Wielkiej Brytanii singel „All Sparks”, który osiągnął 21. miejsce na brytyjskiej liście przebojów. Po trasie koncertowej po Europie, która obejmowała m.in. trzy kolejne wieczory w Brixton Academy, ponownie wydali limitowaną edycję singla „Blood”, co pozwoliło awansować płycie The Back Room na 45. miejsce brytyjskiej listy albumów. Niedługo potem The Back Room osiągnął sprzedaż przekraczającą milion egzemplarzy na całym świecie i został nominowany do Mercury Prize w 2006 roku. Po serii występów na festiwalach w całej Europie w 2006 roku, m.in. na T in the Park, V Festival i Isle of Wight Festival, Editors rozpoczął pracę nad swoim drugim albumem.

### An End Has a Start(2007–2008)

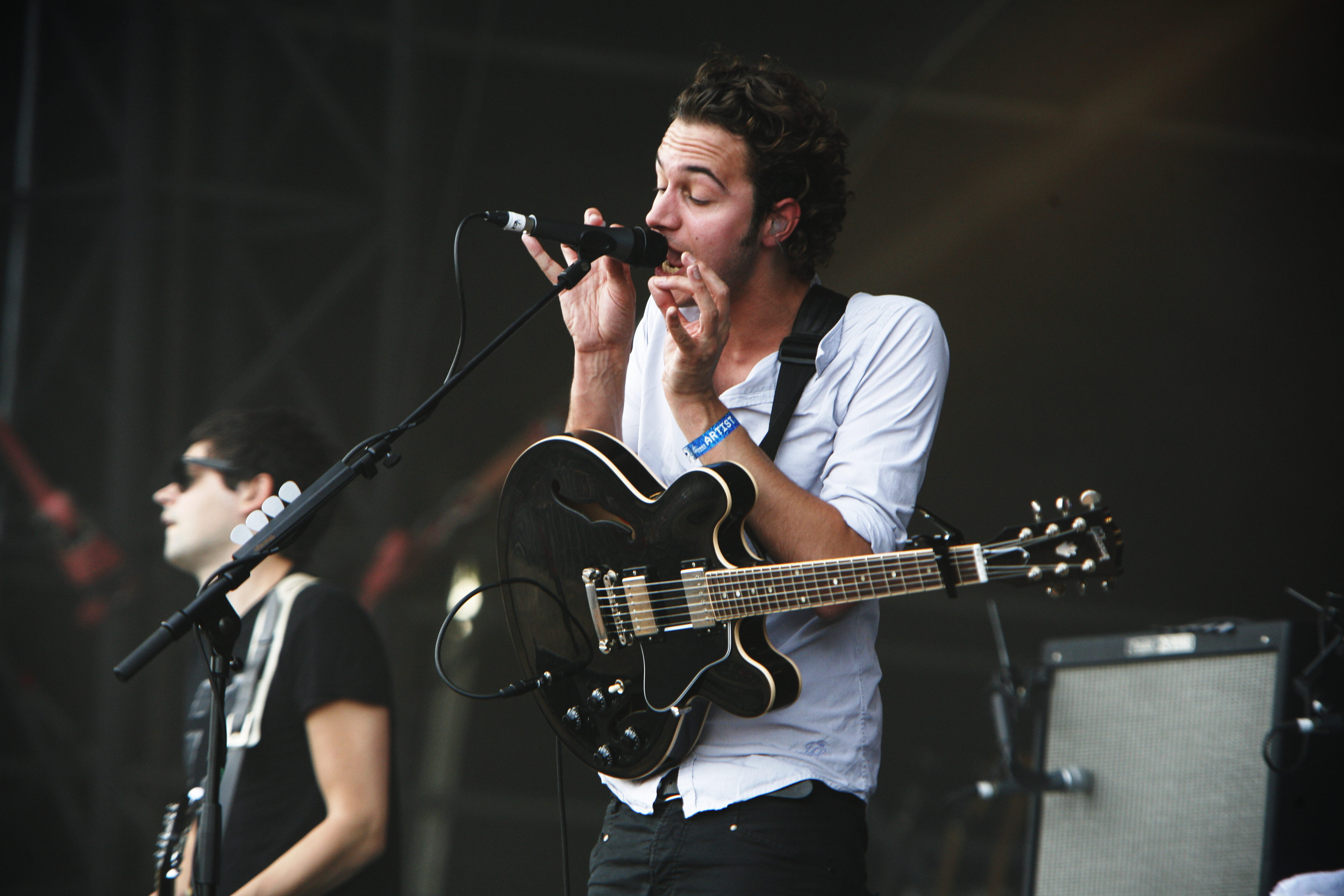
Editors na festiwalu Eurockéennes 2007

Zespół Editors nagrał swój drugi album An End Has a Start wraz z producentem Jacknifem Leem w studiu Grouse Lodge w Irlandii. Album ten ukazał się 25 czerwca 2007 roku nakładem Kitchenware Records i od razu znalazł się na pierwszym miejscu listy przebojów w Wielkiej Brytanii, sprzedając się w nakładzie 59 405 egzemplarzy w pierwszym tygodniu. Album został poprzedzony singlem „Smokers Outside the Hospital Doors”, który był w tamtym czasie najlepiej sprzedającym się singlem zespołu Editors, osiągając 7. miejsce na brytyjskich listach przebojów. Singel ten zyskał także własny odcinek w programie Making the Video na MTV.
Tuż po wydaniu albumu Editors zagrał na festiwalu w Glastonbury, występując na scenie The Other Stage. W kolejnych tygodniach grali na wielu innych festiwalach, m.in. Oxegen, Lowlands i Pukkelpop, a także odbyli swoją pierwszą trasę koncertową w Australii i Nowej Zelandii. 3 września 2007 roku wydali kolejny singel – tytułowy „An End Has a Start” nakładem Kitchenware Records. Premiera zbiegła się z ich trasami koncertowymi po Ameryce Północnej, a suppoprtował ich na niej zespoły Hot Hot Heat i Louis XIV. Zespół Editors grał piosenkę „An End Has a Start” na żywo w amerykańskich programach telewizyjnych, takich jak m.in. Jimmy Kimmel Live!.

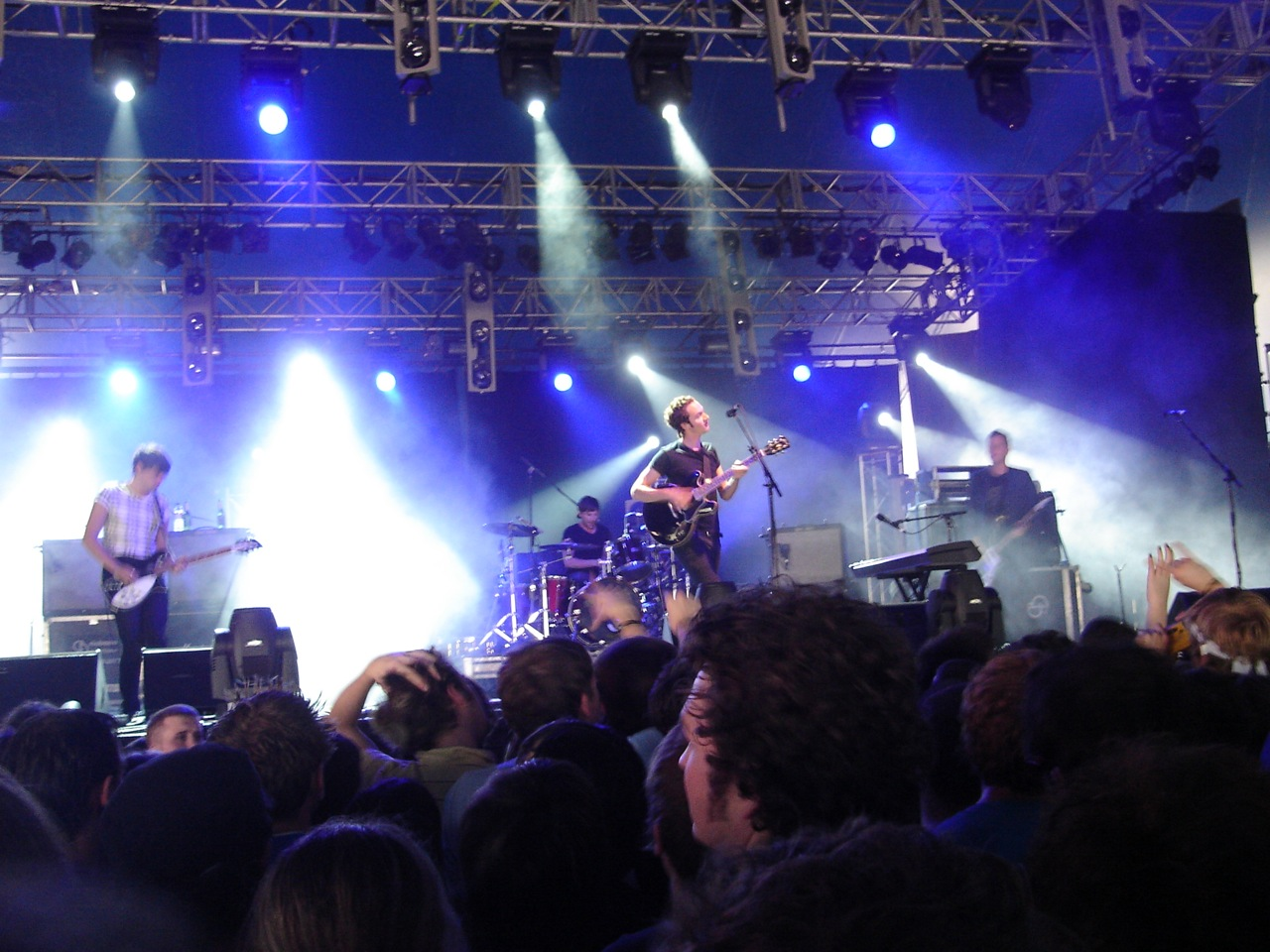
Koncert Editors na festiwalu Splendour in the Grass 2007

Po powrocie do Wielkiej Brytanii zespół nagrał cover utworu „Lullaby” zespołu The Cure na album kompilacyjny Radio 1 Established 1967, która ukazała się 1 października 2007 roku nakładem Universal Music TV. Niedługo potem, 24 października 2007 roku zespół Editors zagrał 75-minutowy set w ramach BBC Electric Proms w londyńskim KOKO, którym towarzyszył klasyczny kwartet smyczkowy. 26 listopada tego samego roku ukazał się trzeci singel z albumu zatytułowany „The Racing Rats”. Zespół Editors zagrał tę piosenkę na żywo 16 grudnia w programie Friday Night with Jonathan Ross, co pomogło jej osiągnąć 26. miejsce na brytyjskiej liście przebojów. Utwór dotarł także do 12. miejsca na holenderskiej liście Top 40, będąc dotychczas najwyższym notowanym singlem zespołu poza Wielką Brytanią.
4 listopada 2007 roku zespół po raz pierwszy wystąpił w Polsce. Ich pierwszy występ miał miejsce w warszawskiej Stodole.
Przez pierwsze dwa miesiące 2008 roku Editors zagrał prawie 30 koncertów w ramach trasy po Stanach Zjednoczonych i Kanadzie, a jeszcze w jej trakcie zostali nominowani do Brit Awards 2008 w kategorii najlepszy brytyjski zespół. 3 marca ukazał się „Push Your Head Towards the Air”, czwarty singel z albumu An End Has a Start. Wydanie to było specjalną edycją limitowaną w nakładzie 500 sztuk. W czerwcu wydali singel „Bones” za pośrednictwem wytwórni PIAS Recordings, a teledysk do niego wyreżyserował basista Russell Leetch.  
W 2008 roku zespół supportował grupę R.E.M. podczas ich 16-koncertowej trasy po Europie, a także występował na różnych festiwalach. 27 czerwca Editors wystąpił na festiwalu Glastonbury, po raz pierwszy, koncerując na scenie Pyramid Stage. 4 lipca grupa występowała Gdyni na Open'er Festival 2008, a 17 sierpnia wystąpiła jako główna gwiazda Lowlands Festival 2008. 

### In This Light and on This Evening(2008–2010)

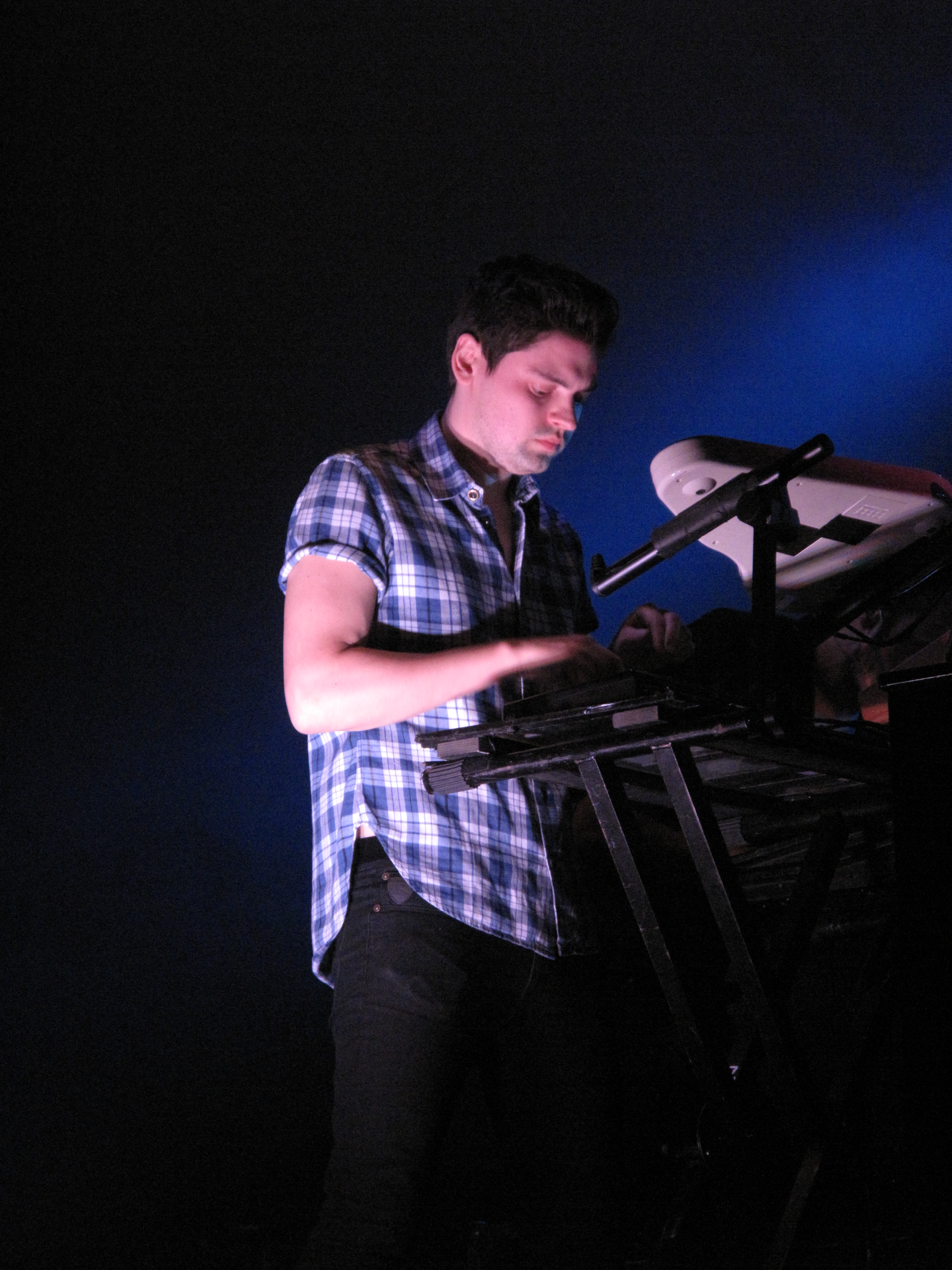
Chris Urbanowicz na koncercie zespołu Editors w Madrycie (2009)

Już w marcu 2008 roku Tom Smith ujawnił, że zespół na swoim kolejnym albumie będzie eksplorował inny kierunek, dążąc do nowego, surowszego brzmienia. W październiku 2008 zespół udał się do studia, aby rozpocząć nagrywanie kontynuacji ich albumu z 2007 roku. Przed styczniem 2009 roku zespół Editors napisał około osiemnastu nowych piosenek na nowy album, które zostały opisane jako „jedne z najbardziej syntetycznych, surowych i hymnicznych utworów, jakie napisali do tej pory”. Zespół spędził pierwszy tydzień kwietnia 2009 roku na nagrywaniu albumu, a 8 kwietnia opublikował krótki film z informacjami o procesie jego nagrywania. Producentem płyty został Mark „Flood” Ellis, znany ze współpracy z Depeche Mode, U2 i Nine Inch Nails.
2 czerwca 2009 roku ogłoszono, że nowy album będzie nosił tytuł In This Light and on This Evening i że będą pierwszym zespołem, który wystąpi w nowej sali O2 Academy Birmingham. Album ukazał się 12 października nakładem Kitchenware Records i zadebiutował na pierwszym miejscu na brytyjskiej liście przebojów. Razem z płytą zespół Editors wydał główny singel „Papillon”, który zapewnił im pierwszy sukces na liście przebojów poza Wielką Brytanią – piosenka dotarła na szczyt listy przebojów w Belgii i uzyskała status złotej płyty. Po wydaniu w 2010 roku singli „You Don't Know Love”, „Last Day” i „Eat Raw Meat = Blood Drool” ogłoszono, że ich utwór „No Sound But the Wind” znajdzie się na ścieżce dźwiękowej do filmu Saga „Zmierzch”: Księżyc w nowiu. Wersję koncertową utworu z festiwalu Rock Werchter 2010 wydano później w Europie kontynentalnej 11 lipca 2010 roku i ponownie odniosła ona taki sam sukces jak „Papillon” w Belgii, zajmując pierwsze miejsce na listach przebojów i uzyskując status złotej płyty.
W marcu 2011 roku został wydany box set zatytułowany Unedited, zawierający pierwsze 3 albumy, B-side'y i wcześniej niepublikowane utwory na 7 płytach 12", 7 CD i 7 albumach MP3, a także książkę ze zdjęciami i tekstami. Zawierał także pełną wersję utworu „No Sound But the Wind”, dema „Camera” i „These Streets Are Still Home to Me” oraz niepublikowaną wersję „The Weight of the World” zatytułowaną „Every Little Piece”.

### The Weight of Your Lovei odejście Urbanowicza (2011–2014)

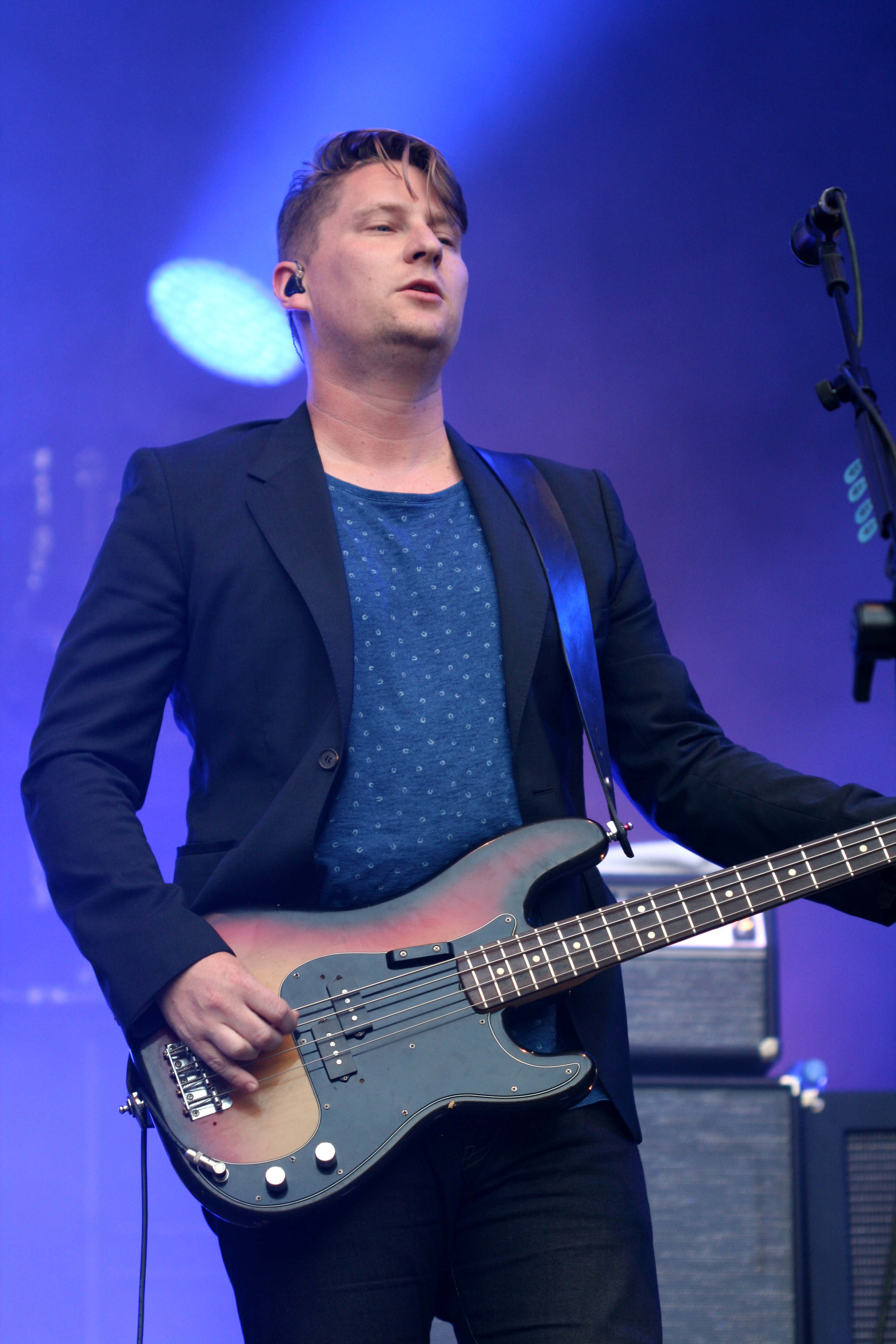
Russell Leetch na koncercie Editors podczas festiwalu Taubertal 2013

26 listopada 2010 roku Tom Smith ogłosił na stronie internetowej zespołu, że rozpoczęli pracę nad nowym albumem, który ponownie zostanie wyprodukowany przez Flooda, a nagrania będą realizowane „etapami w ciągu całego 2011 roku” i że pierwsze próby rozpoczną się „za kilka dni”.
26 marca 2011 roku Editors zagrał swoją pierwszą trasę koncertową w tym roku w Royal Albert Hall jako gwiazda wieczoru przedostatniego koncertu Teenage Cancer Trust 2011, podczas którego zaprezentowali dwie nowe piosenki: „Two Hearted Spider” i „The Sting”. W październiku 2011 roku Editors zagrali swoje pierwsze koncerty w Ameryce Łacińskiej, grając dwa koncerty w mieście Meksyk.
W październiku 2011 roku Smith udzielił wywiadu radiu Q Radio na temat nowego albumu, mówiąc: „Myślę, że nadal będzie dość elektroniczny, w porównaniu do naszych poprzednich płyt. Jak dotąd wydaje się dość muskularny, z odrobiną nonszalancji i odrobiną więcej groove’u. Poprzednia płyta była wyzwalająca na wiele różnych sposobów i myślę, że po prostu musimy, w pewnym sensie, na tym budować… z ukłonem w stronę naszej przeszłości. To nasza czwarta płyta i nie chcemy czuć, że robimy to samo ponownie”. 
22 listopada 2011 roku Russel Leetch zamieścił na oficjalnej stronie zespołu wpis, w którym stwierdził, że mają siedem utworów gotowych do nagrania i kilka nowych pomysłów „krążących wokół” oraz że album „będzie z wami w przyszłym roku”. 16 kwietnia 2012 roku ogłoszono, że Chris Urbanowicz opuścił zespół Editors ze względu na obranie przez zespół odmiennego kierunku muzycznego.

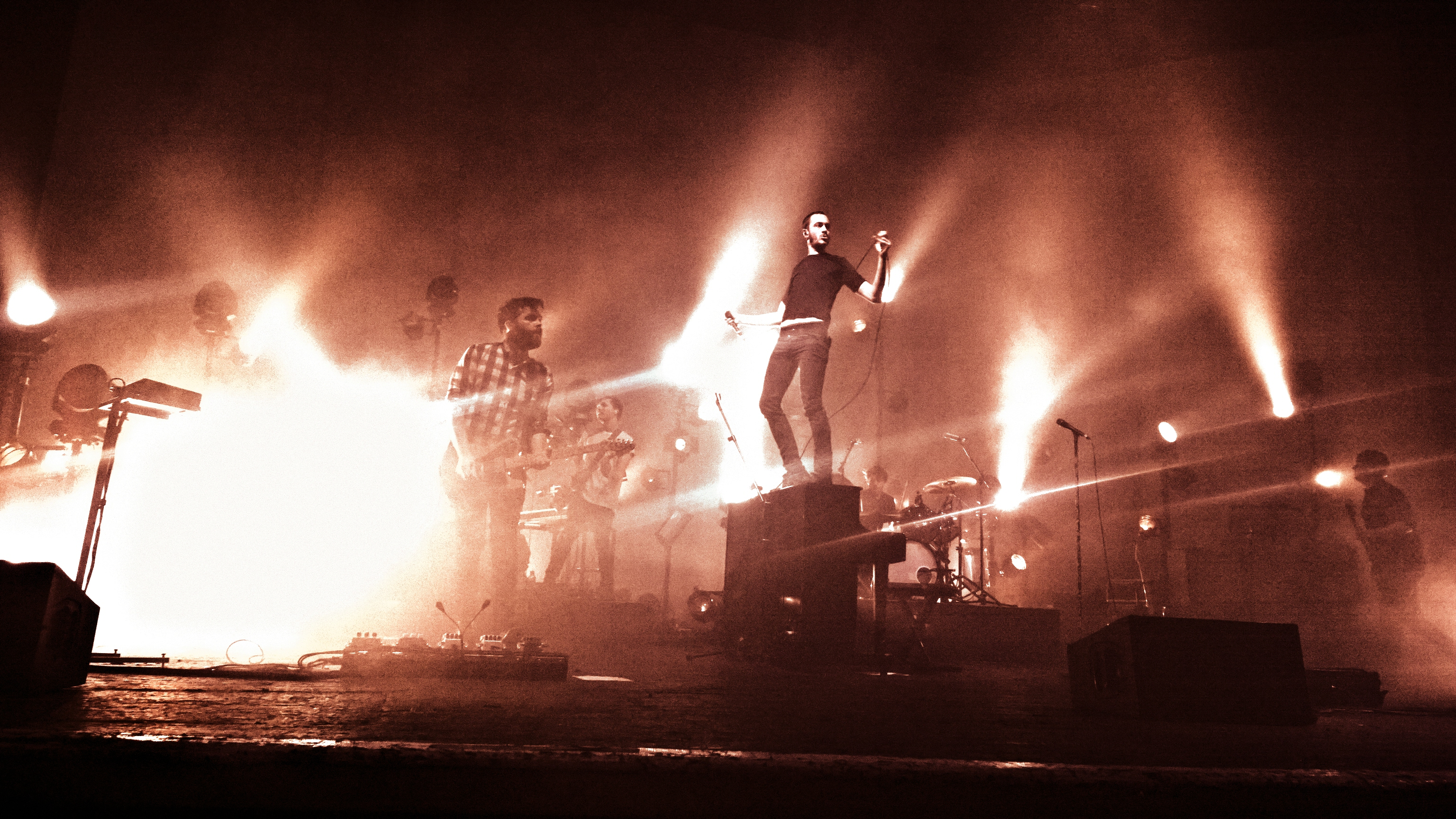
Editors w trakcie koncertu w londyńskim Brixton Academy (2013)

Po odejściu Urbanowicza zespół zagrał swoje pierwsze koncerty w pięcioosobowym składzie, z nowymi członkami Justinem Lockeyem i Elliottem Williamsem, w Birmingham 26 i 27 czerwca 2012 roku. 29 czerwca tego samego roku zagrali na Main Square Festival w Arras, a 30 czerwca byli gwiazdą belgijskiego festiwalu Rock Werchter. Na koncertach tych zagrali nowe wersje „Two Hearted Spider” i „The Sting”, a także dwa nowe utwory: „Sugar” i „Nothing”.
8 kwietnia 2013 roku Smith oświadczył na swoim oficjalnym koncie na Twitterze, że „Dzisiaj kończymy mastering płyty. Jest skończona. Zrobiona”. Miesiąc później, 6 maja zespół ogłosił wydanie czwartego albumu studyjnego The Weight Of Your Love, który stał się jednocześnie pierwszym z udziałem nowych członków zespołu, Lockeya i Williamsa. Zapowiedź ta poprzedziło wydanie singla „A Ton Of Love”, który miał premierę jeszcze tego samego dnia w audycji Zane’a Lowe’a w BBC Radio 1.
3 lipca 2013 roku zespół Editors po raz drugi wystąpił na Open’er Festival w Gdyni.

### In Dream(2014–2018)

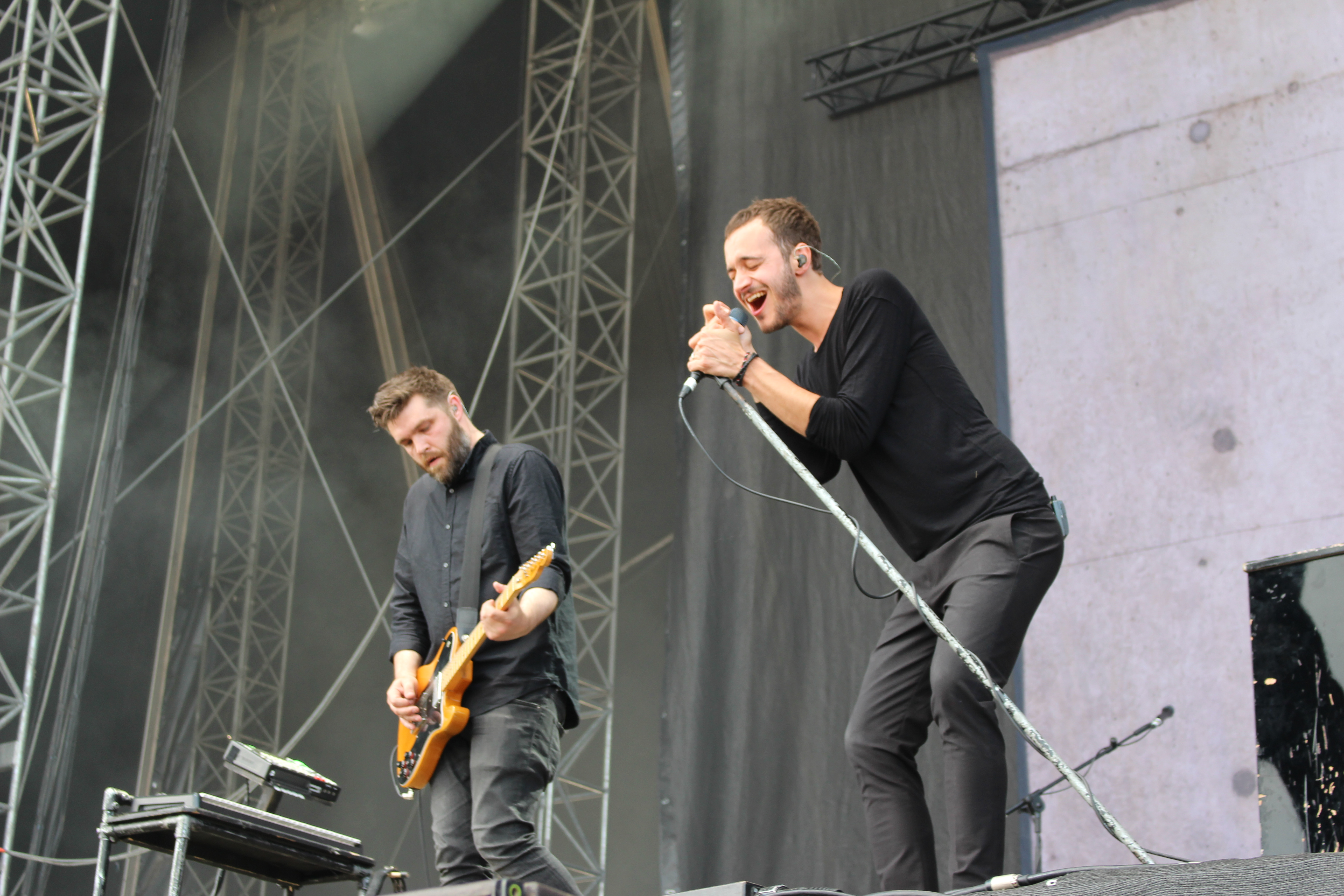
Editors na festiwalu Novarock 2016

W październiku 2014 roku zespół Editors ponownie udał się do Szkocji, aby pracować nad piątym albumem studyjnym. Podczas występu jako support Andy’ego Burrowsa w audycji Jo Whiley w BBC Radio 2 Tom Smith potwierdził, że utwory na album zostały już napisane.
20 kwietnia 2015 roku zespół udostępnił do bezpłatnego pobrania nową piosenkę „No Harm”. Później udostępniono ją w sklepach detalicznych, a 11 maja na kanale zespołu w serwisie YouTube opublikowano jej oficjalny teledysk. 18 czerwca ukazał się teledysk do singla „Marching Orders” w reżyserii Rahiego Rezvaniego (podobnie jak „No Harm”), który został nakręcony w zachodnich Highlands w Szkocji. Utwór został wydany 19 czerwca w wersji cyfrowej do pobrania, a limitowana seria 300 egzemplarzy testowych na 12-calowych płytach winylowych została rozdystrybuowana losowo w sklepach Oxfam.

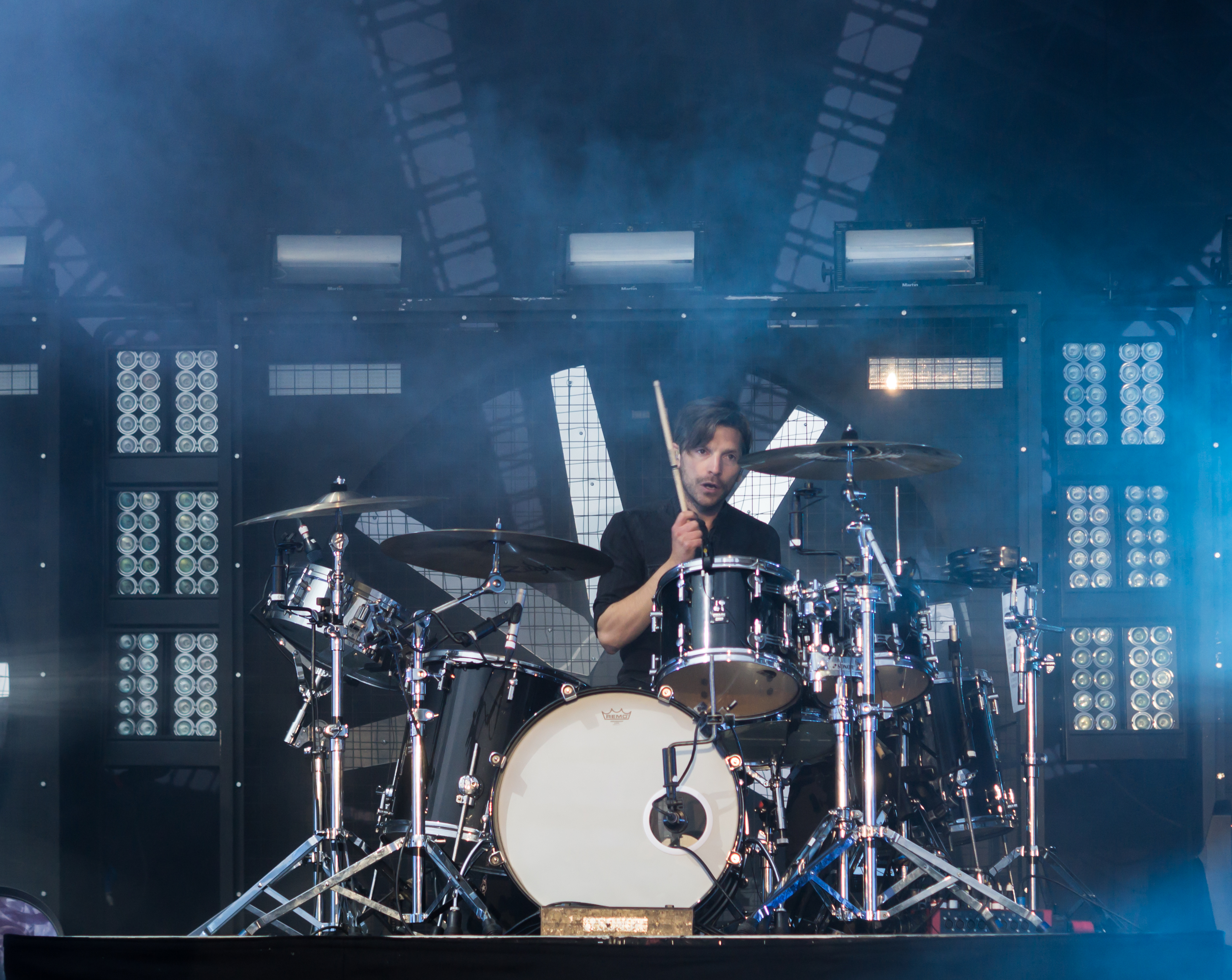
Ed Lay na koncercie Editors podczas Kosmonaut Festival 2017

15 lipca 2015 roku zespół zapowiedział wydanie albumu In Dream. Trzeci singel i teledysk „Life is a Fear” miały premierę w audycji radiowej Zane’a Lowe’a na Apple Music Beats 11 sierpnia 2015 roku. Teledysk do utworu, również wyreżyserowany przez Rezvaniego, został tego samego dnia umieszczony w serwisie YouTube. 22 września zespół Editors udostępnił utwór „The Law”, w którym gościnnie wystąpiła Rachel Goswell ze Slowdive.
Piąty album In Dream, wyprodukowany przez samych Editors i zmiksowany przez Alana Mouldera, ukazał się 2 października 2015 roku. W październiku 2015 roku Editors wspólnie z Brussels Beer Project wypuścili na rynek własne piwo „Salvation”, nazwane na cześć utworu z ich albumu In Dream. 24 listopada premierę miał teledysk do utworu „Ocean of Night” wyreżyserowany przez Rezvaniego.
By promować swój nowy album zespół wyruszył w trasę koncertową składającą się z 42 koncertów, grając w październiku, listopadzie i grudniu w Wielkiej Brytanii, Irlandii i pozostałej części Europy. Editors wspierał zespół Manic Street Preachers w Wielkiej Brytanii podczas trasy koncertowej w 2016 roku z okazji 20. rocznicy wydania albumu Everything Must Go. W tym samym roku występowali również na festiwalach Glastonbury, Bråvalla, Rock Werchter, Bilbao BBK Live i ponad 20 innych tego typu wydarzeniach, w tym 4 czerwca 2016 roku na warszawskim Orange Warsaw Festival.

### ViolenceiEBM(od 2018)

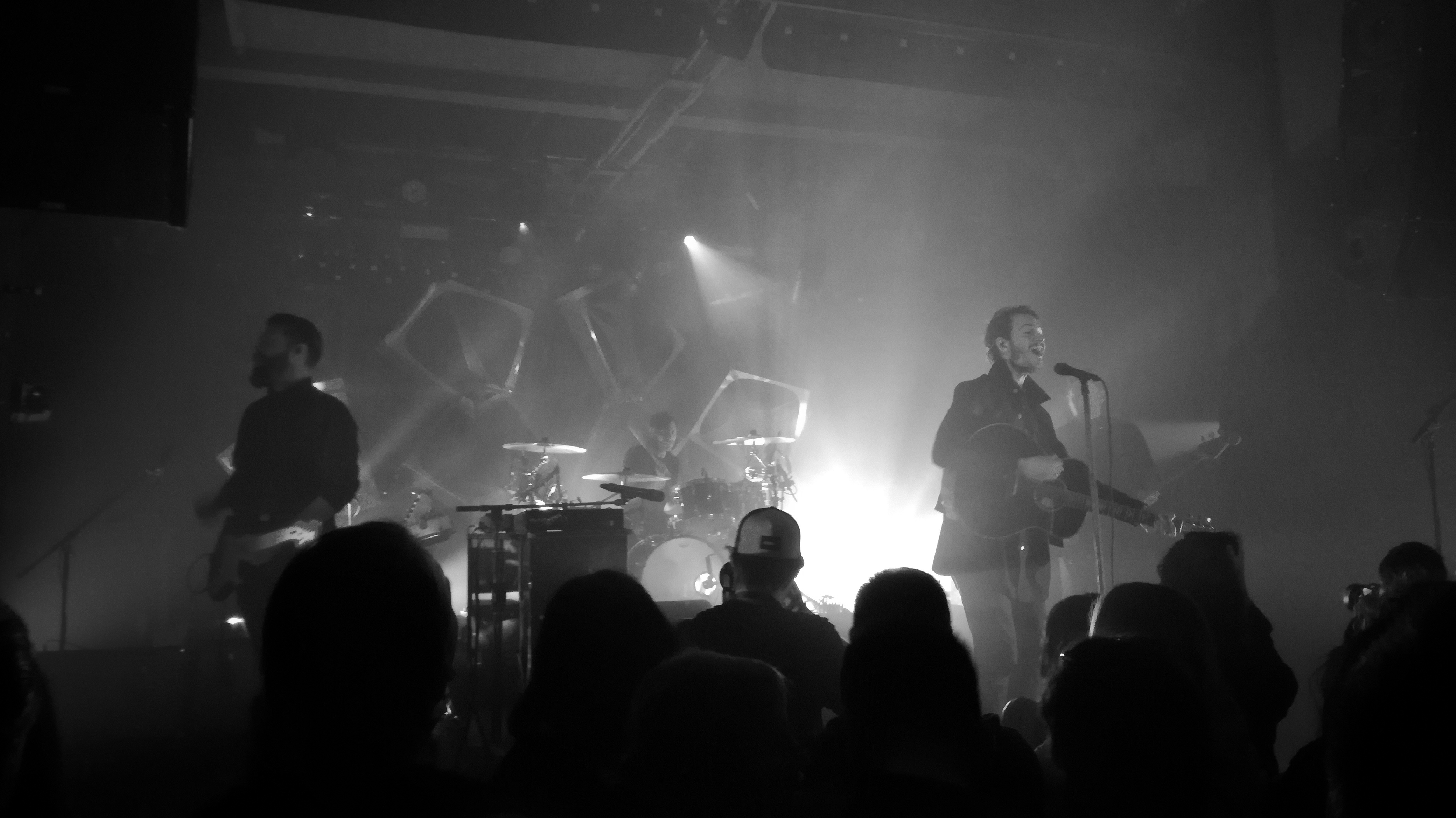
Editors na koncercie w Pradze (2018)

Zespół Editors wydał swój szósty album, Violence, 9 marca 2018 roku. Pierwszy singel „Magazine” miał premierę 15 stycznia 2018 roku w audycji Jo Whiley w BBC Radio 2. Pierwotnie piosenka ta miała się znaleźć na ich czwartym albumie The Weight of Your Love. Drugi singel „Hallelujah (So Low)” miał premierę 21 lutego 2018 roku w audycji Annie Mac w BBC Radio 1, a jeszcze tego samego dnia udostępniono teledysk do niego. Tom Smith powiedział o tej piosence: „Muzycznie utwór opierał się na relacji między gitarą akustyczną a automatem perkusyjnym, co było częścią utworu z mojego dema, miało coś wyjątkowego na samym początku… potem, gdy Justin wpadł na swój skandaliczny riff gitarowy, wiedzieliśmy, że mamy zwycięzcę”. Wersja albumu, pierwotnie nagrana z producentem muzyki elektronicznej Benjaminem Johnem Powerem, została wydana rok później jako The Blanck Mass Sessions. Zawarto w nim alternatywne wersje siedmiu utworów z ablumu Violence.

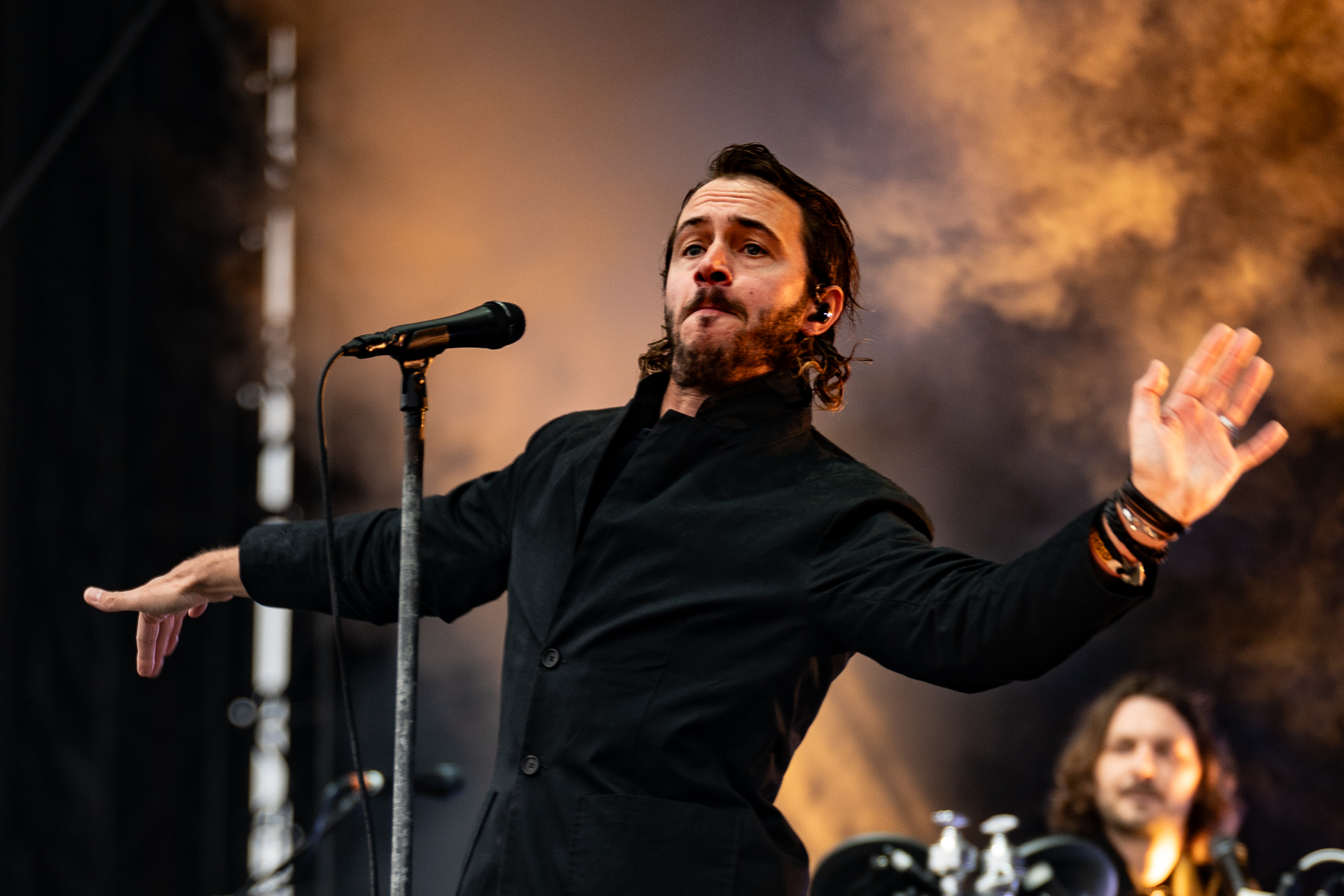
Editors na Southside Festival 2024

5 września 2019 roku zespół wydał swój pierwszy album kompilacyjny Black Gold, na którym znalazło się 13 utworów z całej kariery zespołu, a także trzy nowe piosenki: „Black Gold”, „Frankenstein” i „Upside Down”, których producentem był Jacknife Lee. Drugi z tych singli został wydany 14 czerwca 2019 roku, a Smith opisał go jako „piosenkę radości i ucieczki – kreskówkową piosenkę dla dziwaków, innych i na noc”. Luksusowa edycja albumu zawierała osiem okrojonych wersji akustycznych wcześniej wydanego materiału pod tytułem Distance: The Acoustic Recordings.
W 2020 roku zespół Editors wyruszył w trasę koncertową po Wielkiej Brytanii i Europie, która objęła prawie 30 występów w tym w londyńskim Wembley Arena, a także m.in. w krakowskim Studio i warszawskim Torwarze. Wcześniej, bo 3 listopada 2019 roku wystąpił w warszawskim studiu im. Agnieszki Osieckiej, dając dla radiowej Trójki kameralny, akustyczno-elektryczny występ.
20 kwietnia 2022 roku zespół wydał singel „Heart Attack”, który zapowiedział ich kolejny album studyjny i ogłosił, że do zespołu dołączył na stałe Benjamin John Power, który wcześniej współpracował z zespołem Editors przy albumie Violence. Smith opisał „Heart Attack” jako „piosenkę obsesji, o zatraceniu się w kimś, piosenkę miłosną, makabryczną piosenkę miłosną”. 7 czerwca 2022 roku opublikowali kolejny singel „Karma Climb” i zapowiedzieli trasę koncertową po Wielkiej Brytanii i Europie. Trzecim singlem, opublikowanym 31 sierpnia 2022 roku, został utwór „Vibe”. Smith powiedział, że piosenka „kontynuuje tam, gdzie zakończył się Frankenstein i jest hymnem celebrującym noc i wszystko, co rozwija się w ciemności”. 23 września 2022 roku zespół wydał swój siódmy album EBM za pośrednictwem PIAS Recordings. Tytuł albumu jest akronimem słów Editors i Blanck Mass oraz nawiązuje do gatunku muzycznego Electronic Body Music, który wywarł duży wpływ na nowy album zespołu.

## Styl muzyczny

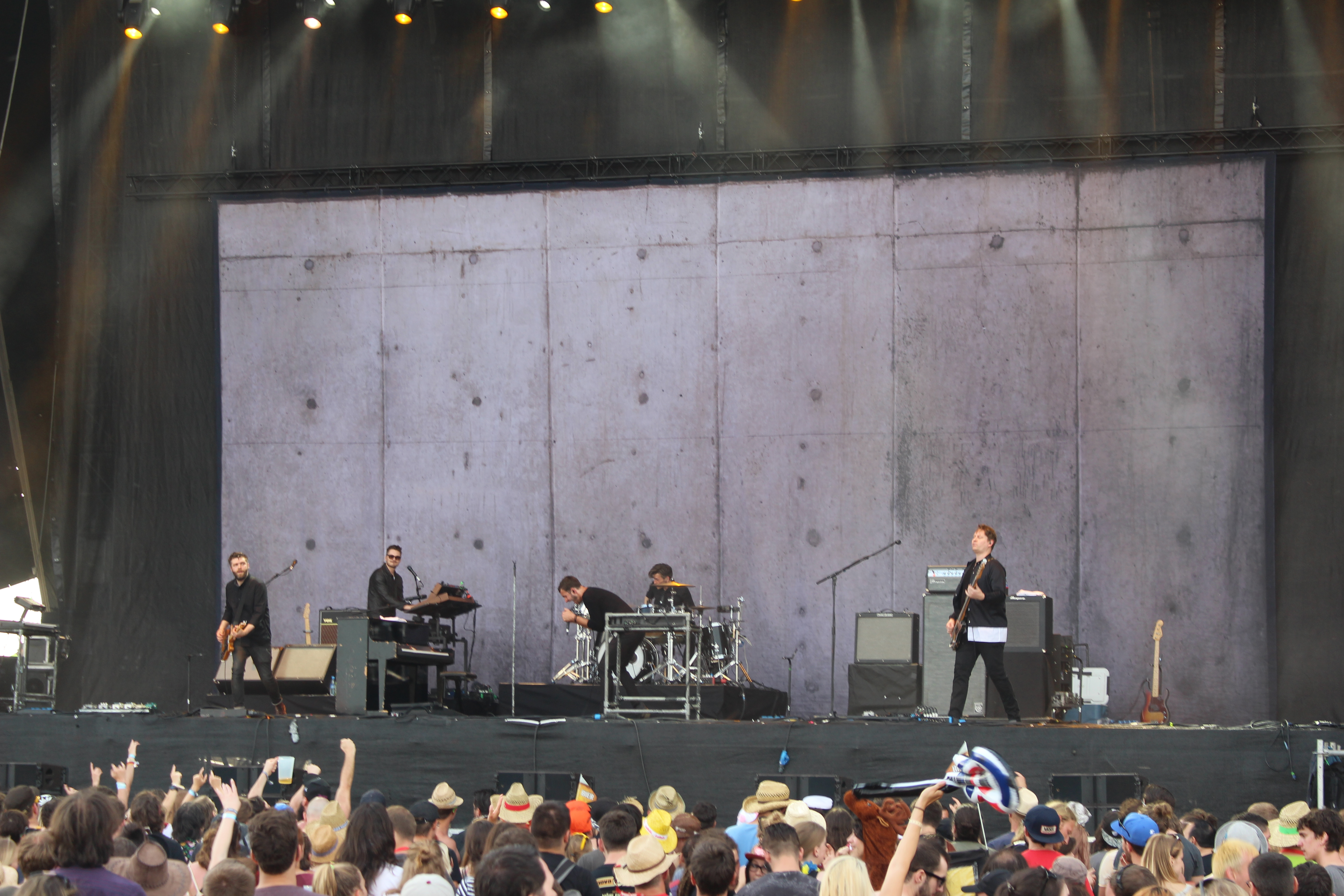
Editors na festiwalu Novarock 2016

W swojej własnej wersji mrocznego gitarowego indie rocka zespół Editors czerpał inspiracje zarówno ze starszych, jak i współczesnych zespołów. Do ich inspiracji należeli: Echo & the Bunnymen, Joy Division, The Strokes, The Walkmen, Elbow i R.E.M. Tom Smith skomentował swój zespól następująco: „Jesteśmy mroczni i nastrojowi, więc tak, budujemy na brzmieniu takich zespołów jak Joy Division, Echo & the Bunnymen i The Chameleons… Oczywiście byliśmy za młodzi, kiedy te zespoły się pojawiły, więc odkryliśmy je dopiero niedawno”. Po pierwszym pojawieniu się Editors na brytyjskiej scenie muzycznej byli również mocno porównywani do amerykańskiego zespołu indierockowego Interpol, a jako grupa post-punk revival powstała na początku XXI wieku także do White Lies i The Cinematics.
Pierwszy album zespołu Editors, The Back Room, został opisany jako mający szorstkie i surowe brzmienie, co sprawiło, że magazyn NME nadał mu przydomek „dark disco”. Brzmienie to uzyskano dzięki zastosowaniu syntezatorów, riffów gitarowych oraz prostych, niejednoznacznych tekstów. Płyta An End Has a Start pokazywała progresję grupy Editors w kierunku nowego brzmienia, powstałego poprzez dodanie do utworów większej ilości warstw fakturowych oraz włączenie do nich nowych form muzycznych. Należą do nich m.in. dodanie chóru w utworze „Smokers Outside the Hospital Doors” oraz włączenie dźwięków zespołu grającego w chowanego w utworze „Spiders”.
W marcu 2008 roku Smith ogłosił, że zespół na swoim kolejnym albumie będzie eksplorował nowy kierunek, dążąc do nowego, surowszego brzmienia. Nowe brzmienie urzeczywistniło się na trzecim albumie In This Light and On This Evening dzięki zastosowaniu tradycyjnych syntezatorów zamiast wcześniejszego stosowania gitar. Producent albumu Flood zwiększył również znaczenie „klimatu” w brzmieniu muzyki, czyniąc ją mroczniejszą od dwóch poprzednich albumów. 
Chociaż to Smith pisze zazwyczaj teksty i akordy, pisanie piosenek jest ogólnie pracą zespołową. Rozpoczyna się ono od nagrania ich przy pianinie lub gitarze akustycznej, a następnie rozsyłania do pozostałych członków zespołu, którzy przekształcają piosenkę w pełną „piosenkę Editors”. Smith powiedział, że celowo tworzy dwuznaczne teksty piosenek, aby ludzie mogli wyciągnąć z nich własne wnioski.
„Dla nas interesujące jest to, czy ma w sobie coś mrocznego” – powiedział Smith w 2015 roku. „Cokolwiek to znaczy. Jeśli chodzi o tekst, gdybym śpiewał o parkietach tanecznych lub o szczęśliwszych i bardziej różowych rzeczach, nie brzmiałoby to dla mnie prawdziwie. Nie wiem, dlaczego tak jest. Ludzie dość często mówią: „Och, piszesz te smutne teksty, ale nie jesteś smutną osobą” – a ja nie jestem… Nie sądzę, żeby trzeba było być smutnym, żeby napisać smutną piosenkę, każdy ma ciemną stronę”.

## Skład

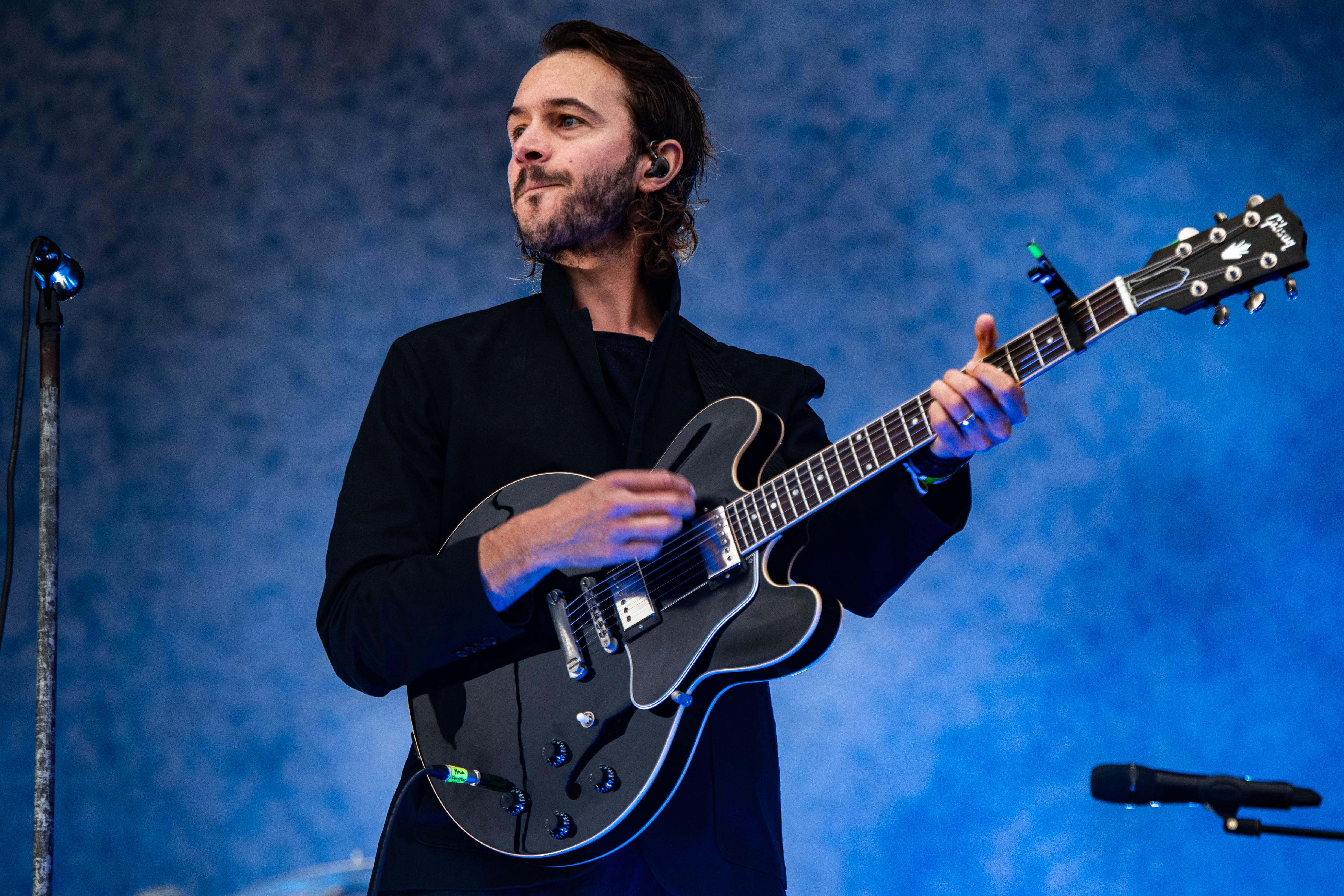
Tom Smith (2024)

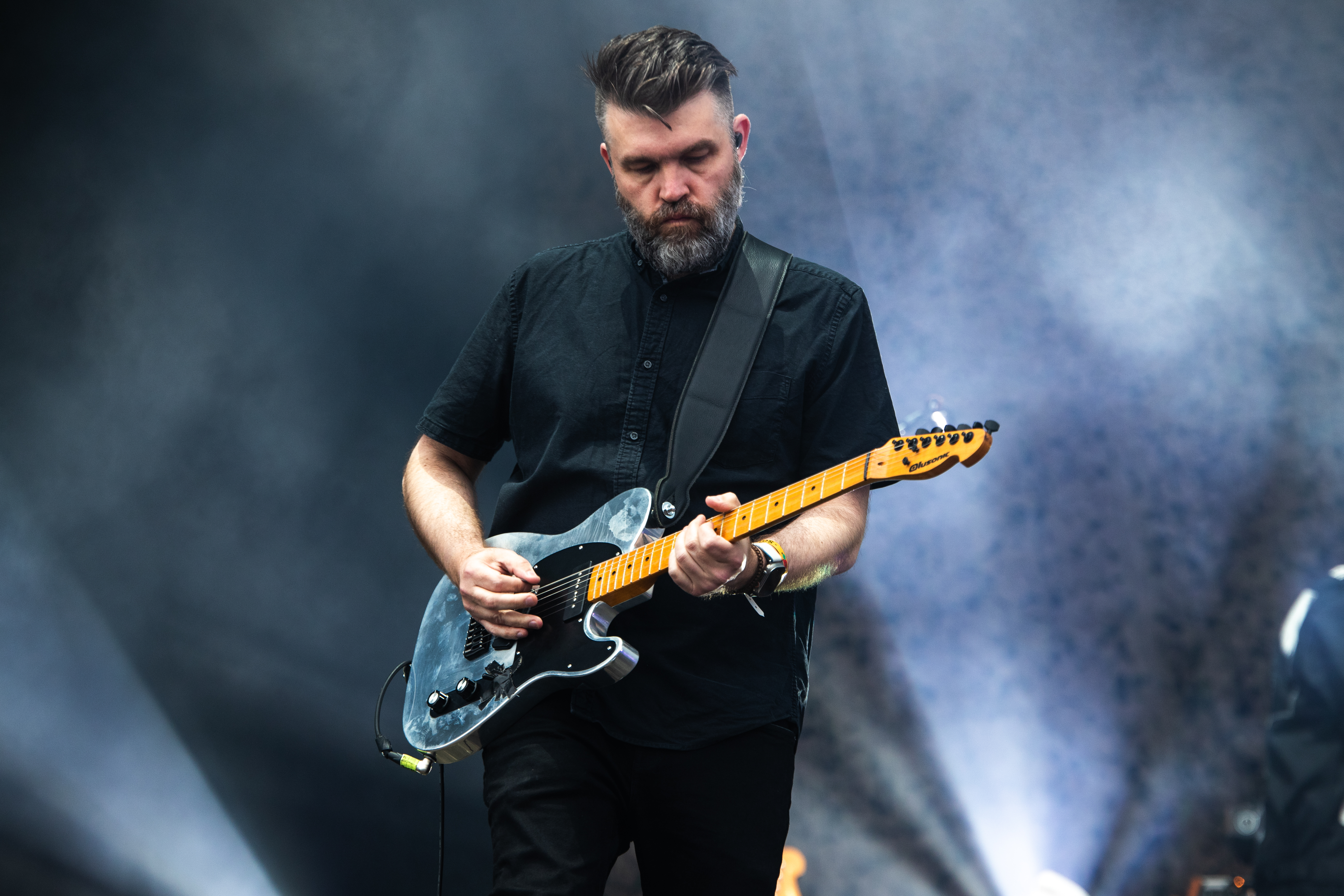
Justin Lockey (2024)

### Aktualni członkowie
- Tom Smith – wokal prowadzący, gitara rytmiczna, pianino (od 2002)[2][85]
- Russell Leetch – gitara basowa, syntezatory, wokal wspierający (od 2002)[2][85]
- Ed Lay – perkusja, wokal wspierający (od 2003)[2][85]
- Justin Lockey – gitara prowadząca (od 2012)[2][85]
- Elliott Williams – instrumenty klawiszowe, syntezatory, dodatkowe gitary, wokal wspierający (od 2012)[2][85]
- Benjamin John Power(inne języki) – instrumenty klawiszowe, syntezatory, elektronika (od 2022)[2][85]

### Byli członkowie
- Geraint Owen – perkusja (2002–2003)[2][85]
- Chris Urbanowicz – gitara prowadząca, syntezator (2002–2012)[2][85]

## Dyskografia
- The Back Room (2005)
- An End Has a Start(inne języki) (2007)
- In This Light and On This Evening(inne języki) (2009)
- The Weight of Your Love (2013)
- In Dream (2015)
- Violence(inne języki) (2018)
- EBM(inne języki) (2022)